# 提騰比爾的提騰斯

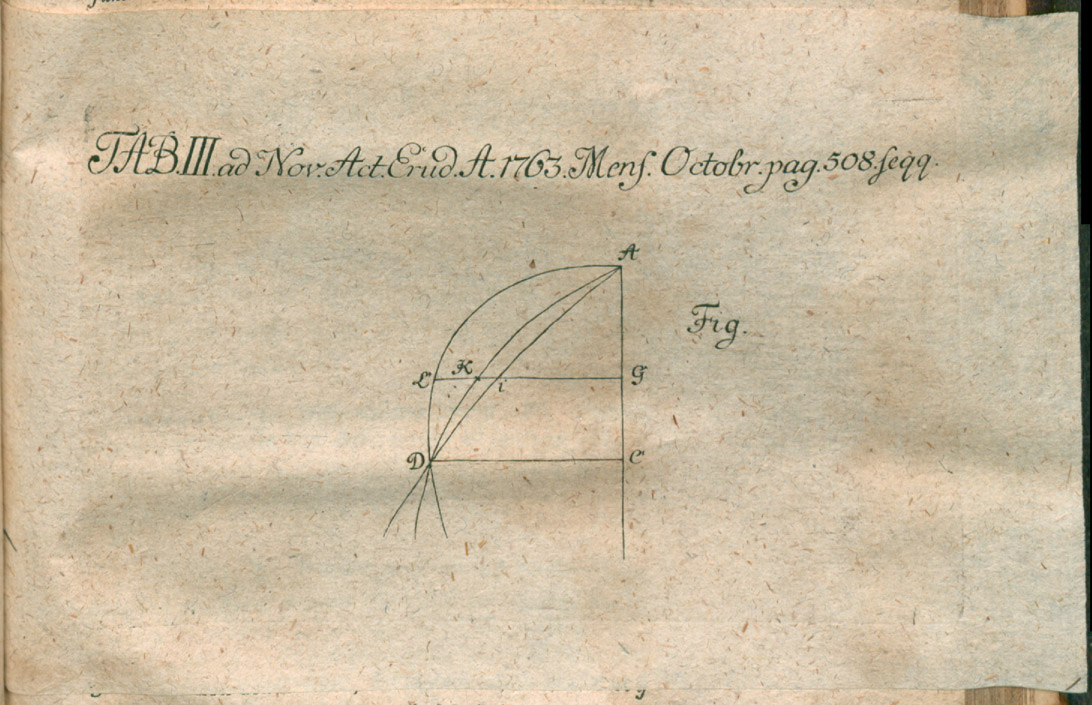
Methodus inveniendi curvas 的插图...发表于Acta Eruditorum, 1763

提騰比爾的提騰斯 (丹麥語：Johan Nicolai Tetens; 1736年9月16日 - 1807年8月17日），德裔丹麦哲学家、统计学家和科学家。
他被称为“德国的洛克”，  人們經常把他的主要著作Philosophische Versuche über die menschliche Natur und ihre Entwickelung (1777) 和约翰·洛克作為比較。伊曼纽尔·康德受他影响甚深。

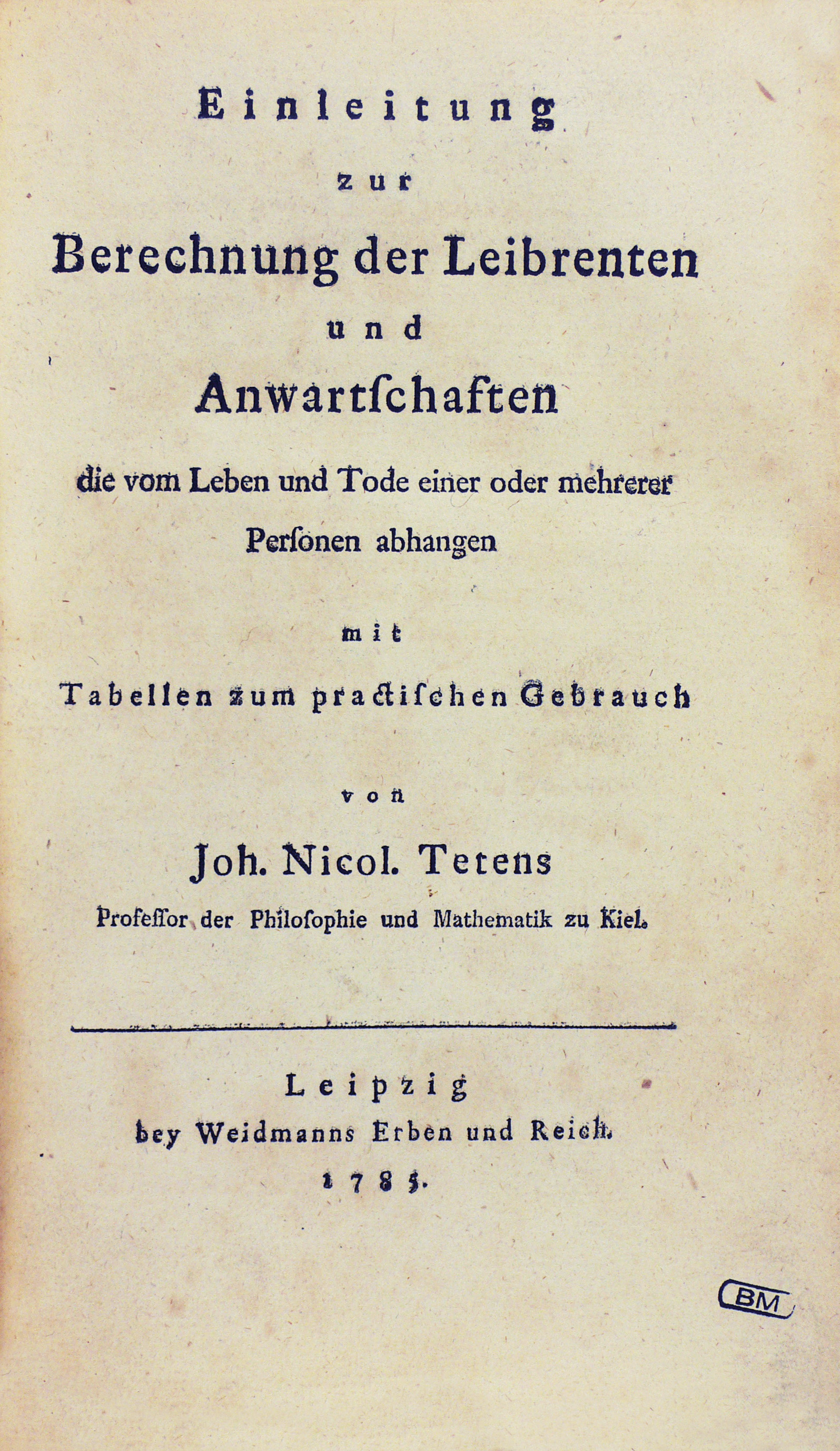
Einleitung zur Berechnung der Leibrenten ， 1785 年。

## 生平
1736年，提騰斯於丹麦石勒苏益格公国的提騰比爾出生。他在罗斯托克大學和哥本哈根大學攻讀数学和物理。並於1759年获得硕士学位，後來在1760年获得博士学位。1760年至1765年期間，他在比措大學教授哲学和物理学（当时稱为“自然哲学”）。在任教期間，他發表了不同主题的论文，从天空的颜色、語言的起源甚至神的存在性他都有涉獵。期後，提騰斯再返回大卫·休谟的研究。當他閱讀休謨的著作後，他把休謨的著作推广到整个德语世界。因此，伊曼纽尔康德受其现象主義、经验主义，超越二元論影響甚深。
1776 年，提騰斯成为基尔大学的哲学教授。在 1789 年之后，提騰斯在哥本哈根成為金融学院的成员，然后又在1791年任職国家顾问，以及 於1803年成為国家银行的联席董事和董事寡妇养老基金。當時，他受到克里斯蒂安·克蘭普和卡尔·兴登堡的影響，对純粹數學、應用程序以及多项式環產生興趣。他的主要研究工作集中在精算学上。他在基尔大學任教至 1785 年。
1785年，他在莱比锡出版了《 Einleitung zur Berechnung der Leibrenten und Anwartschaften 》的第一部份，該書成為精算科学的里程碑。後來於1786年出版第二部份。本書綜合了先前的研究，从愛德蒙·哈雷的生命表，到理查德·普莱斯的Observations on reversionary payments。本著作得到了精算师的认可，並成為了第一个风险量度的標準。此外，它提供了一些数理統計學的见解，通过使用二项式分布的近似值，能计算抽样的可信度。 

## 著作
- Gedanken von einigen Ursachen，warum in der Metaphysik nur wenige ausgemachte Wahrheiten sind (1760)
- Abhandlungen von den Beweisen des Daseins Gottes (1761)
- Ueber den Ursprung der Sprache und der Schrift (1772)
- Ueber die allgemeine speculativische Philosophie (1775)
- Philosophische Versuche über die menschliche Natur und ihre Entwickelung卷1和卷2 (1777)
- Einleitung zur Berechnung der Leibrenten und Anwartschaften die vom Leben oder Tode einer oder mehrerer Personen abhangen mit Tabellen zum praktischen Gebrauch ，卷1 (1785) 和卷2 (1786)
- Reisen in die Marschländer der Nordsee (1788)
- Sprachphilosophische Versuche (postthum, 1971)